# Furrinalia
Les Furrinalia (ou Furinalia) sont une fête religieuse annuelle de la Rome antique célébrant le 25 juillet des rites dédiés à Furrina, déesse tombée dans l'oubli. Georges Dumézil, étudiant sa complémentarité avec les Neptunalia, fêtées deux jours avant, l'interprète comme une archaïque déesse des eaux souterraines, peut-être patronne des puits qui permettent l'accès à ces eaux, et dont le culte aurait été occulté par celui de Neptune, maître de toutes les eaux.

## Témoignages antiques

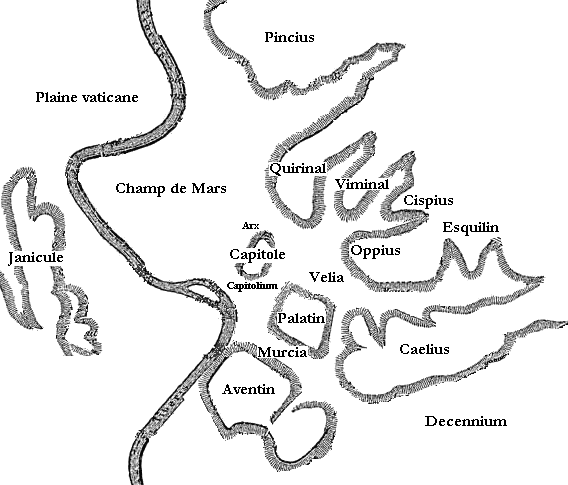
La colline du Janicule, en face de la ville de Rome.

La date des Furrinalia figure sur plusieurs calendriers, dont certains nous sont parvenus, plus ou moins fragmentaires : diverses inscriptions lapidaires et les Fasti Antiates maiores.
Varron note que la fête est un jour de congé public (feriae publicae dies). La fête et la déesse sont mal connus, même des Romains : Varron remarque qu'à son époque (au milieu du Ier siècle av. J.-C.) fort peu de gens connaissaient son nom. Un des douze flamines mineurs lui était dédié, le flamen furrinalis, indication de son archaïsme mais l'origine de Furrina est obscure. Elle a pour ses célébrations un bois sacré (lucus) au pied du Janicule, de l'autre côté du Tibre. Furrina étant tombé dans l'oubli, on crut ce bois dédié aux Furies, ou aux nymphes. Un autel a été découvert en 1906 sur le versant oriental du Janicule dans le vallon de l'actuelle Villa Sciarra, il porte une dédicace en grec à Zeus Keraunois et aux nymphes Ferrinae.
Une lettre de Cicéron mentionne un autre sanctuaire (ad Furinae) près d'Arpinum dans le Latium,.

## Recherches modernes

### Sondages archéologiques
La localisation du bois sacré de Furrina à la villa Sciarra est suivi en 1908 d'un sondage dans le ravin du val Sciarra sous la conduite de l'archéologue Paul Gauckler, pour localiser la source qui devait être liée à Furrina. Le dégagement d'un puits comblé, en 1902, par l'Américain George Wurts permet d'atteindre au fond de ce puits un carrefour de quatre galeries en croix, d'environ 1,50 m de hauteur pour 0,60 m de largeur. Une des galeries débouche sur des trois cavités, dont deux alimentées par des canaux aquifères. Paul Gauckler nomme ce complexe souterrain la « grotte des nymphes Furrinae ».

### Approche documentaire

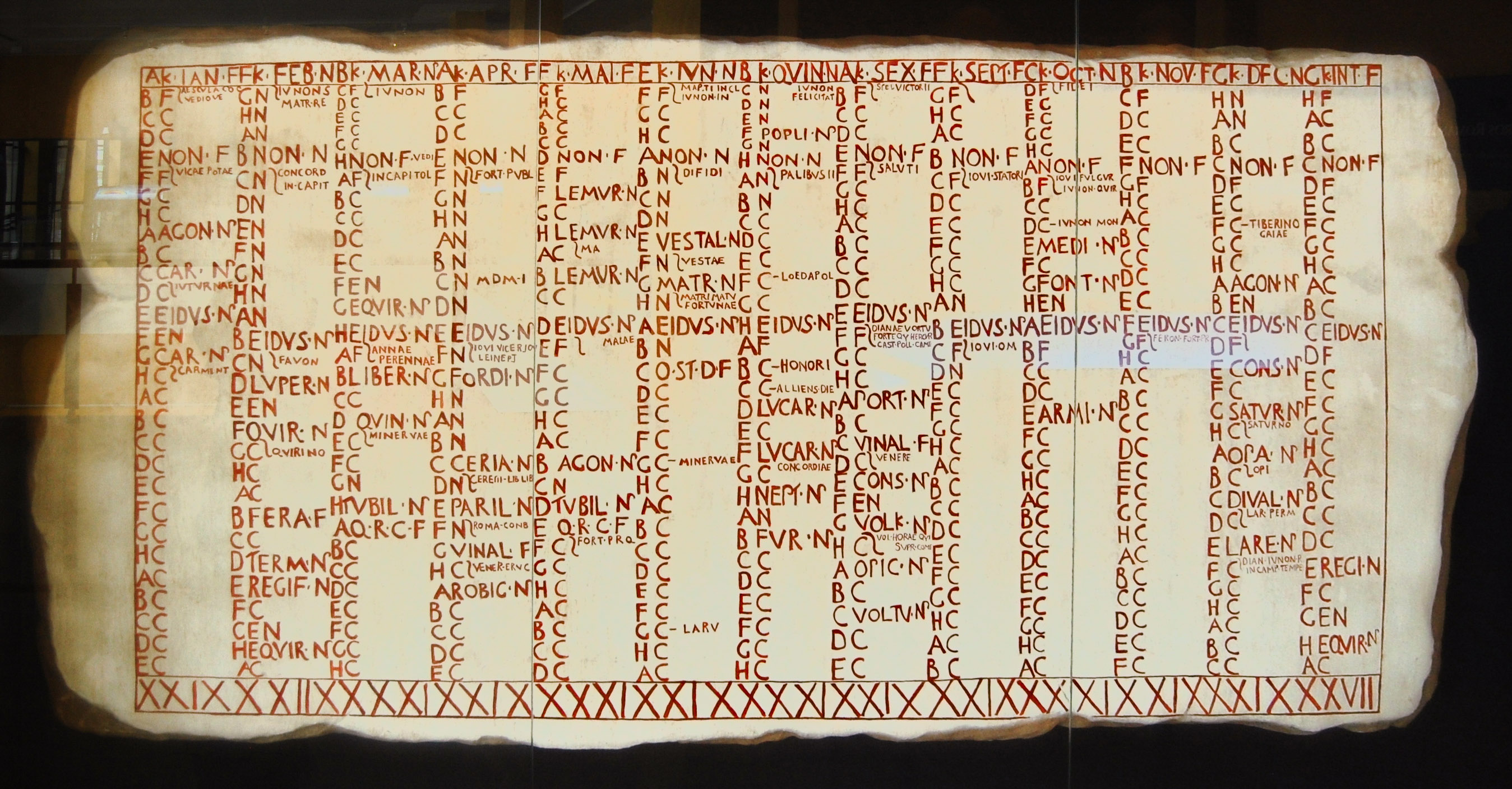
Reproduction du calendrier des Fasti Antiates maiores Fêtes notées sur le mois de Quintilis : LVCAR (Lucaria) NEPT (Neptunalia) FVR (Furrinalia).

Quatre fêtes se suivent les jours impairs du mois de Quintilis (juillet), temps de la Canicule : les Lucaria les 19 et 21 juillet, suivis des Neptunalia le 23 juillet et des Furrinalia le 25 juillet. Ce regroupement n'est probablement pas fortuit, les travaux de Georg Wissowa ont montré que dans de nombreux cas, les fêtes espacées d'un jour forment une paire associée à une même préoccupation. Selon cette approche, Neptune et Furrina seraient donc deux divinités des eaux opposées et complémentaires. Georges Dumézil recherche donc dans les traités antiques les passages relatifs aux eaux et aux travaux afférents en fin d'été, à partir des chaleurs qui débutent avec les Neptunalia et les Furrinalia. Les chapitres 8 à 12 du traité de Palladius, auteur du Ve siècle, décrivent les travaux nécessaires à l'exploitation des eaux, mise en place de canalisations et creusement des puits, à réaliser au mois d'août.
Palladius analyse plusieurs emplacements de creusement puits, et retient comme fournissant la meilleure qualité d'eau les puits à flanc d'une hauteur, ce qui correspond aux emplacements des sanctuaires connus de Furrina, sur une pente du Janicule ou à Arpinum.
Georges Dumézil conclut que l'archaïque Furrina, patronne des eaux souterraines et du creusement des puits, aurait été supplantée par Neptune, maître de toutes les eaux, libres et souterraines, et par Fons, dieu des sources, au nom mieux compris des Romains. Son culte et sa fête seraient passés à la célébration des nymphes Furrinae.